# Municipio de Washington (condado de Iowa)
El municipio de Washington (en inglés: Washington Township) es un municipio ubicado en el condado de Iowa en el estado estadounidense de Iowa. En el año 2010 tenía una población de 1029 habitantes y una densidad poblacional de 10,91 personas por km².

## Geografía
El municipio de Washington se encuentra ubicado en las coordenadas 41°49′53″N 92°1′40″O / 41.83139, -92.02778. Según la Oficina del Censo de los Estados Unidos, el municipio tiene una superficie total de 94.29 km², de la cual 94,16 km² corresponden a tierra firme y (0,14 %) 0,13 km² es agua.

## Demografía
Según el censo de 2010, había 1029 personas residiendo en el municipio de Washington. La densidad de población era de 10,91 hab./km². De los 1029 habitantes, el municipio de Washington estaba compuesto por el 96,21 % blancos, el 1,17 % eran afroamericanos, el 0,39 % eran asiáticos, el 0,78 % eran de otras razas y el 1,46 % eran de una mezcla de razas. Del total de la población el 2,04 % eran hispanos o latinos de cualquier raza.